# Гаджиев, Даниял Мамаевич
Даниял Мамаевич Гаджиев (30 июня 1917, с. Кума, Казикумухский округ, Дагестанская область, Российская империя) — советский биолог и учёный в области виноградарства и виноделия. Доктор биологических наук (1963), профессор 1964 года, заслуженный деятель науки Дагестанской АССР с 1965 года и РСФСР с 1981 года. Ректор Дагестанского сельскохозяйственного института (1955—1960).

## Биография
В 1937 году окончил С 1937 по 1975 годы трудовая деятельность на научно-исследовательских, педагогической и руководящей работе. Член КПСС с 1951 года. С 1975 года заведующий кафедрой Дагестанского государственного университета. Предложил систему применения макро- и микроудобрений с учетом химического состава почвы и назначения использования винограда. Разработал технологию производства красных десертных вин типа: «Кюрдамир», кагора «Шемаха», вин типа портвейна, белых сухих малоокисленных вин, виноградной водки «Кизлярка», бальзама «Дагестан» и других. Его технологических схемы и линии внедрены на предприятиях винодельческой промышленности Дагестана и Азербайджана. Автор более 130 научных трудов, в том числе 2 монографий; обладатель 16 авторских свидетельств на изобретения.

## Известные работы
- Влияние удобрений на качество винограда. — Москва, 1969;
- Новая технология вин Дагестана. — Махачкала, 1976.

## Награды и звания
- Доктор биологических наук (1963)
- Профессор (1964)
- Заслуженный деятель науки Дагестанской АССР (1992)
- Заслуженный деятель науки РСФСР (1981)